# 智識寺跡

智識寺址碑（講堂跡付近）

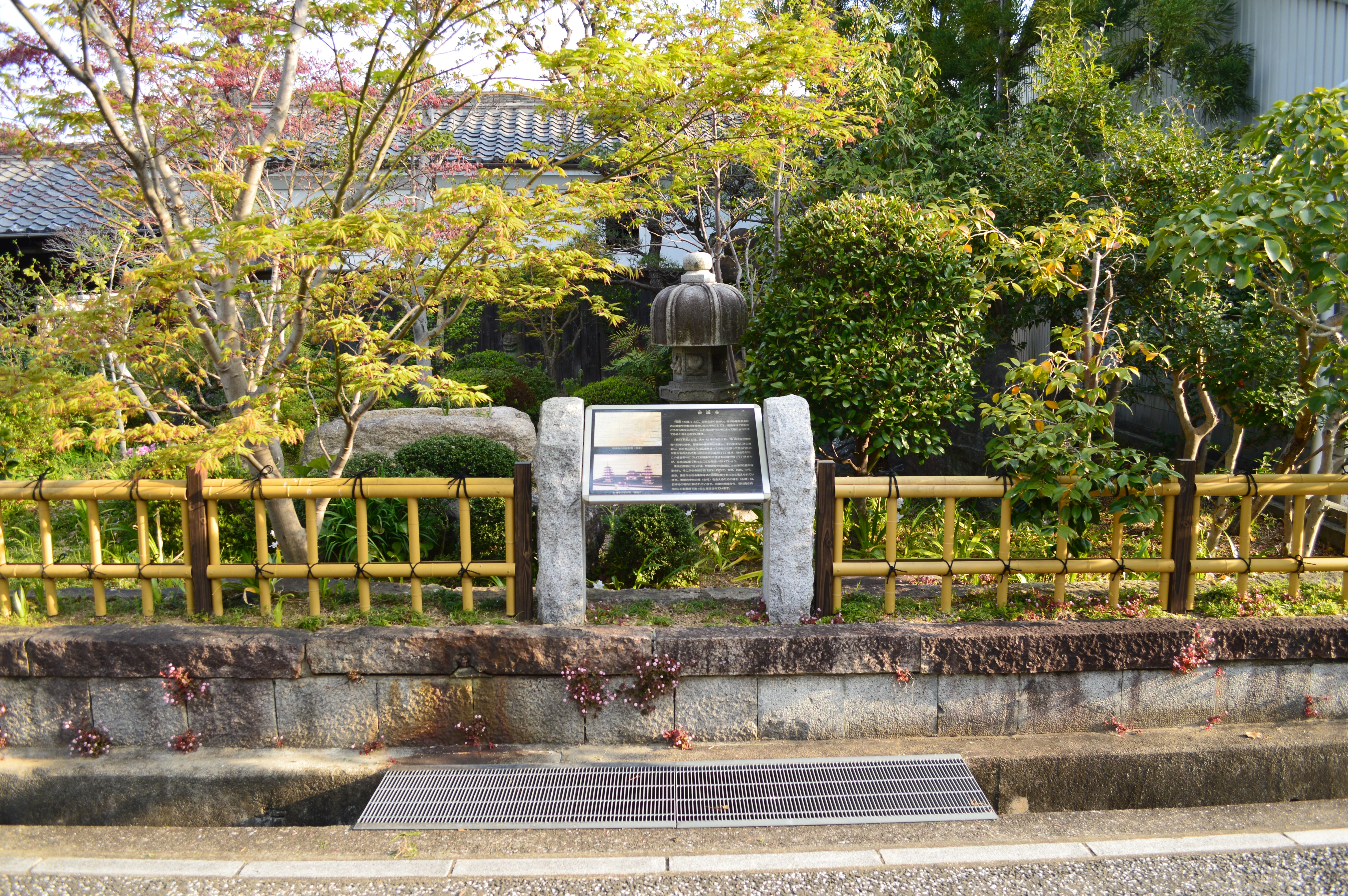
説明板付近（金堂跡付近）

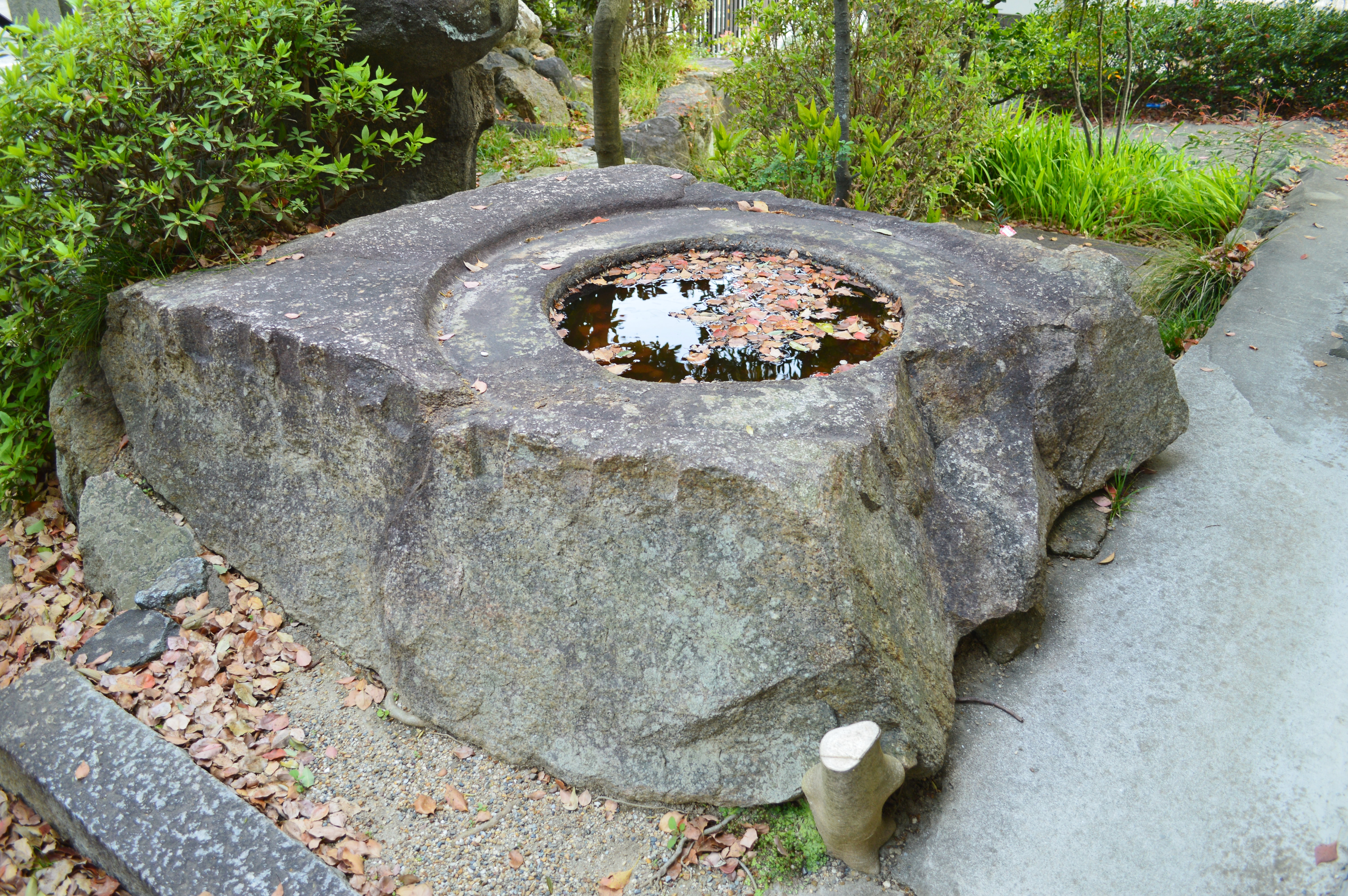
東塔心礎（大阪府指定文化財）

智識寺跡（ちしきじあと、知識寺跡/太平寺廃寺）は、大阪府柏原市太平寺（旧：河内国大県郡）にある古代寺院跡。金堂跡・東塔跡は大阪府指定史跡に指定されている。
山下寺・大里寺・三宅寺・家原寺・鳥坂寺とともに「河内六寺」と総称された寺院である。

## 概要
古代日本において、「知識」と呼ばれた仏教信徒の財物及び労力の寄進によって建立された、つまり民間の力で建てられた寺院を「知識寺」「智識寺」と称したが、その中でも河内六寺のひとつ、河内国の知識寺は後に「日本三大仏」に数えられた廬舎那仏を安置するなど、その規模の大きさで知られていた。
7世紀後半に茨田宿禰を中心とした知識によって創建されたと伝えられ、河内国大県郡の一部に相当する柏原市の遺跡（太平寺廃寺）からは白鳳期の瓦や薬師寺式伽藍配置の痕跡などが発掘されており、同遺跡が知識寺の跡であるとする説の根拠とされている。また、知識寺の東塔の塔心礎（礎石）と見られる石が現在でも石神社に残されている。この礎石から推定される塔の高さは50m程であったとする説がある。
740年（天平12年）に聖武天皇が同寺に行幸して、廬舎那仏の姿と同寺を支える人々の姿に魅了され、後に東大寺盧舎那仏像を造像するきっかけになった。聖武天皇の娘の孝謙天皇も749年（天平21年/天平感宝元年/天平勝宝元年）と756年（天平勝宝8歳）に同寺に行幸している。こうした縁から、国家としても同寺の保護に乗り出し、765年（天平神護元年）には封戸50戸が寄進された。863年（貞観5年）には修理料として新銭（饒益神宝）20貫文・鉄50挺が施入され、3年後には当時の河内守であった菅野豊持が「修理知識仏像別当」に任命されている。1030年（長元3年）には関白・藤原頼通も同寺に参詣するなど、広く人々の信仰を集めていたがその後衰退した。1086年（応徳3年）に落雷により建物が倒壊して6丈の観音像が破壊された（『扶桑略記』）。以後、知識寺は荒廃し、鎌倉時代に源頼朝の命によって観音寺に統合されたと伝えられている。
柏原市太平寺に在る天冠山観音寺には、知識寺のものとされる経机が伝わっている。

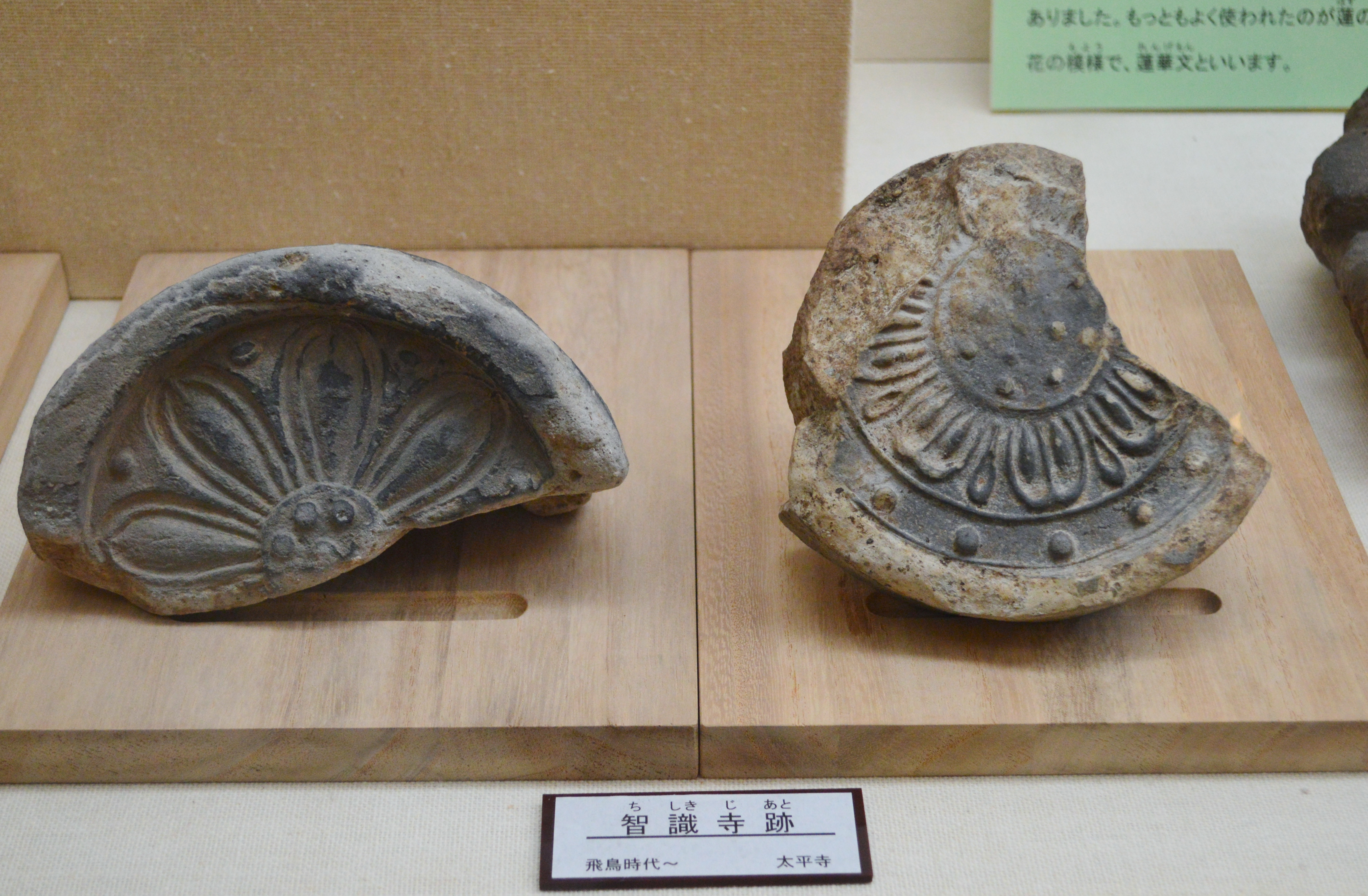
出土瓦 柏原市立歴史資料館展示。

- 出土瓦
柏原市立歴史資料館展示。

## 文化財

### 大阪府指定文化財
- 有形文化財
  - 知識寺東塔刹柱礎石（考古資料） - 所有者は石神社。1970年（昭和45年）2月20日指定[1]。
- 史跡
  - 智識寺金堂跡および東塔跡 - 1970年（昭和45年）2月20日指定[2]。